# هفت‌ساران
هفت ساران، روستایی است از توابع بخش صومای برادوست و در شهرستان ارومیه استان آذربایجان غربی ایران.

## جمعیت
این روستا در دهستان برادوست قرار داشته و بر اساس سرشماری سال ۱۳۸۵ جمعیت آن ۵۸۹ نفر (۱۱۶ خانوار)
بوده‌است.پر از باغ های سیب و انار و زرد الو است